# SATA Express

Logotip de Serial ATA (SATA) Express

SATA Express (de vegades escurçat de manera no oficial a SATAe) és una interfície de bus d'ordinador que admet dispositius d'emmagatzematge tant Serial ATA (SATA) com PCI Express (PCIe), inicialment estandarditzats a l'especificació SATA 3.2. El connector SATA Express utilitzat al costat de l'amfitrió és compatible enrere amb el connector de dades SATA estàndard, mentre que també proporciona dos carrils PCI Express com a connexió PCI Express pura al dispositiu d'emmagatzematge.
En lloc de continuar amb l'enfocament habitual de la interfície SATA de duplicar la seva velocitat nativa amb cada versió principal, SATA L'especificació 3.2 incloïa el bus PCI Express per aconseguir velocitats de transferència de dades superiors al límit de velocitat SATA 3.0 de 6 Gbit/s. Els dissenyadors de la interfície SATA van concloure que duplicar la velocitat SATA nativa trigaria massa temps per posar-se al dia amb els avenços en la tecnologia d'unitats d'estat sòlid (SSD), requeriria massa canvis a l'estàndard SATA i donaria lloc a un consum d'energia molt més gran en comparació amb el bus PCI Express existent. Com a bus d'ordinador àmpliament adoptat, PCI Express proporciona una amplada de banda suficient alhora que permet una fàcil escalada mitjançant l'ús de carrils més ràpids o addicionals.
A més de donar suport a la interfície AHCI (Advanced Host Controller Interface) heretada a nivell d'interfície lògica, SATA Express també admet NVM Express (NVMe) com a interfície de dispositiu lògic per als dispositius d'emmagatzematge PCI Express connectats. Tot i que el suport per a AHCI garanteix la compatibilitat enrere a nivell de programari amb dispositius SATA i sistemes operatius antics, NVM Express està dissenyat per utilitzar completament dispositius d'emmagatzematge PCI Express d'alta velocitat aprofitant la seva capacitat d'executar moltes operacions d'E/S en paral·lel.

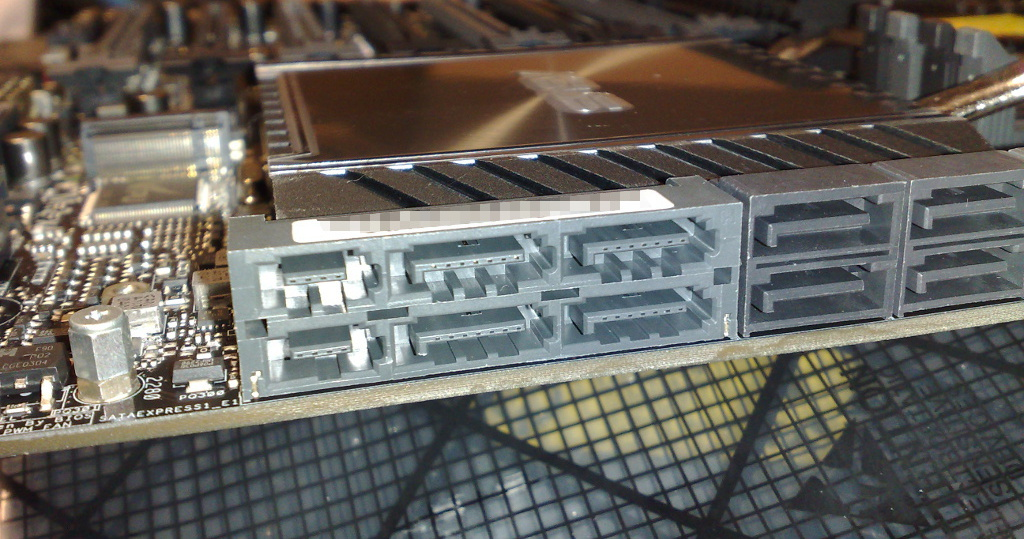
Dos connectors SATA Express (gris clar) a la placa base d'un ordinador; a la dreta d'ells hi ha connectors SATA comuns (gris fosc)

## Història
La interfície Serial ATA (SATA) va ser dissenyada principalment per a la interfície amb unitats de disc dur (HDD), duplicant la seva velocitat nativa amb cada revisió important: les velocitats màximes de transferència SATA van passar d'1,5 Gbit/s a SATA 1.0 (estandarditzat el 2003), fins a 3 Gbit/s a SATA 2.0 (estandarditzat el 2004), a 6 Gbit/s proporcionat per SATA 3.0 (estandarditzat el 2009). SATA també s'ha seleccionat com a interfície per a unitats d'estat sòlid (SSD) cada cop més adoptades, però la necessitat d'una interfície més ràpida es va fer evident a mesura que la velocitat dels SSD i les unitats híbrides augmentava amb el temps. A tall d'exemple, alguns SSD disponibles a principis de 2009 ja superaven molt les capacitats de velocitat de transferència màxima de SATA 1.0 i proper al SATA 2.0, mentre que a la segona meitat del 2013 els SSD de consum de gamma alta ja havien arribat a límit de velocitat SATA 3.0, que requereix una interfície encara més ràpida.

## Característiques

Una visió general d'alt nivell de l'arquitectura de programari SATA Express, que admet dispositius d'emmagatzematge SATA i PCI Express heretats, amb AHCI i NVMe com a interfícies de dispositiu lògic

La interfície SATA Express és compatible amb dispositius d'emmagatzematge PCI Express i SATA exposant dos PCI Express carrils 2.0 o 3.0 i dos SATA 3.0 (6 ports Gbit/s) a través del mateix connector SATA Express de l'amfitrió (però no els dos alhora). Els carrils PCI Express exposats proporcionen una connexió PCI Express pura entre l'amfitrió i el dispositiu d'emmagatzematge, sense capes addicionals d'abstracció de bus. L'especificació SATA revisió 3.2, en la seva revisió daurada L'agost del 2013, estandarditza el SATA Express i n'especifica la disposició del maquinari i els paràmetres elèctrics.

## Connectors

El connector del costat de l'amfitrió SATA Express, conegut formalment com a "endoll de l'amfitrió", accepta cables de dades SATA Express i SATA estàndard heretats.

Els connectors utilitzats per a SATA Express es van seleccionar específicament per garantir la compatibilitat amb els dispositius SATA heretats sempre que fos possible, sense necessitat d'adaptadors o convertidors addicionals. El connector del costat de l'amfitrió accepta un SSD PCI Express o fins a dos dispositius SATA heretats, proporcionant carrils PCI Express o ports SATA 3.0 segons el tipus de dispositiu d'emmagatzematge connectat.